# Vancouver (ostrov)
Vancouver Island je ostrov v Tichém oceánu při jihozápadním pobřeží kanadské provincie Britská Kolumbie, jejíž je součástí.
Ostrov má protáhlý tvar, je 460 km dlouhý a až 80 km široký. Se svými 32 134 km² je největším ostrovem na západním pobřeží Severní i Jižní Ameriky, 43. největším ostrovem světa, 11. největším a 2. nejlidnatějším ostrovem Kanady (po ostrově Montréal). Ostrov je pojmenován podle George Vancouvera, důstojníka britského Královského námořnictva, který prozkoumával severozápadní pobřeží Ameriky mezi lety 1791 a 1794.
Při sčítání lidu v roce 2001 žilo na ostrově 656 312 obyvatel, v roce 2004 již 734 860 obyvatel. O něco méně než jedna polovina z toho žije ve Victorii – 326 000. Dalšími většími městy na ostrově jsou Nanaimo, Port Alberni, Parksville, Courtenay a Campbell River, přičemž všechna uvedená města, s výjimkou Port Alberni, leží při jihovýchodním pobřeží ostrova u Strait of Georgia.

## Přírodní poměry

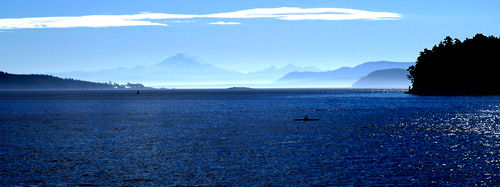
Úžina Strait of Georgia

Vancouver Island je protáhlý ve směru od jihovýchodu k severozápadu, je oddělen od pevniny Britské Kolumbie úžinami Strait of Georgia, Johnstone Strait a Queen Charlotte Strait, od Olympic Peninsula ve státu Washington je oddělen úžinou Juan De Fuca Strait. Tyto úžiny se souhrnně nazývají Sališské moře. Západní pobřeží je velmi členité – fjordové, západní část ostrova otevřená k Tichého oceánu je vlhčí a hornatější než východní část. Při západním pobřeží je více menších ostrůvků než na východě. Horská pásma táhnoucí se po celé délce ostrova byla modelována ledovci a vodou.

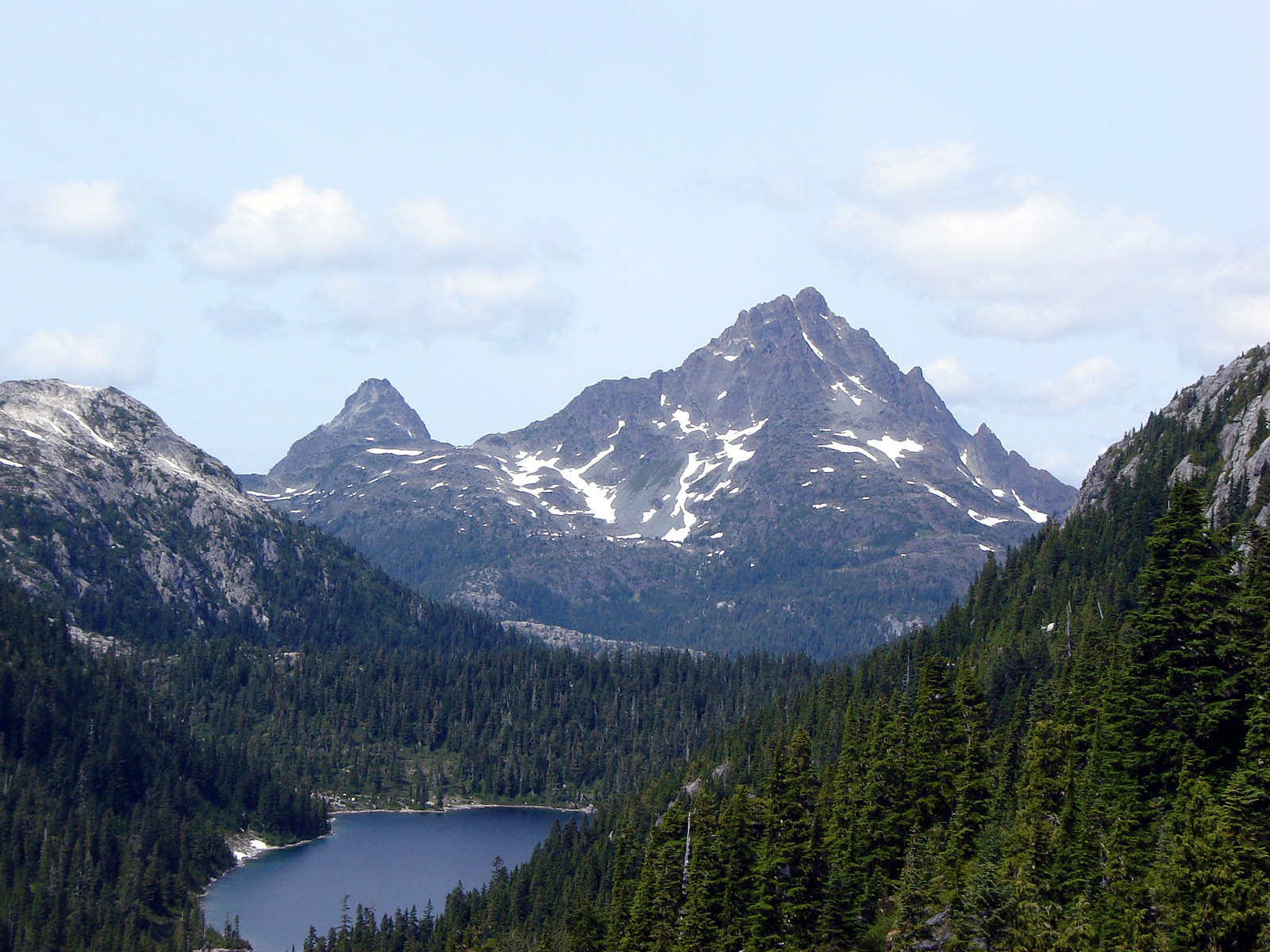
Golden Hinde, nejvyšší hora na ostrově (2198 m n. m.)

Nejvyšších výšek dosahují hory v centrální části ostrova, nejvyšší horou je Golden Hinde s 2198 metry nad mořem. Golden Hinde leží ve Strathcona Provincial Park, největším a nejstarším provincionálním parku na ostrově, hora patří do malé skupinky zaledněných hor. Největším ledovcem ostrova je Comox Glacier v jihovýchodní části parku.

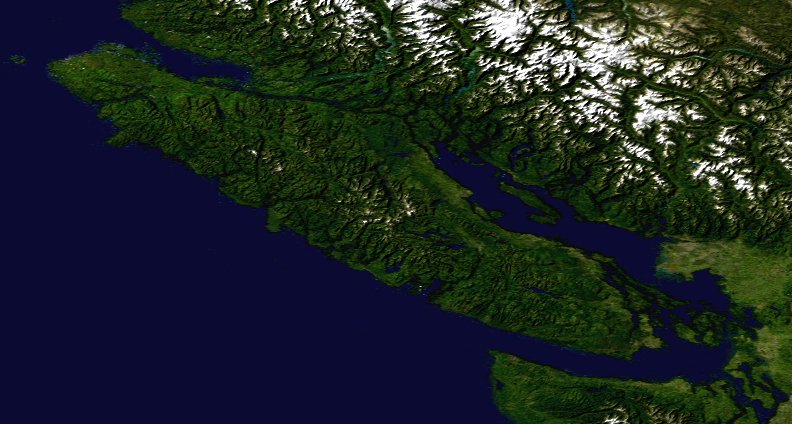
Ostrov Vancouver

Západní část ostrova otočená k Tichému oceánu je členěna fjordy, zálivy a úžinami. Centrální východní část má více jezer. Největší jezero Kennedy Lake leží ale při západním pobřeží severně od Ucluelet. Jezera jsou ledovcového původu. Říční síť je hustá, řeky jsou krátké a vodné.
Na podnebí má velký vliv bezprostřední blízkost oceánu, nicméně některé části ostrova jsou ve srážkovém stínu hor. Rozložení srážek je proměnlivé. Západní pobřeží je výrazně vlhčí než východní. Průměrný roční úhrn srážek je v rozmezí 6650 milimetrů u Henderson Lake při západním pobřeží (nejvlhčí místo v Severní Americe) až po 635 milimetrů nejsušší stanice na jihovýchodě ve Viktorii v jihovýchodní části Saanich Peninsula. Nejvíce srážek je na podzim a v zimě. Teploty jsou vyrovnané na obou pobřežích. Zimy jsou mírné a léta jsou chladná nebo mírně teplá, což je odvislé od polohy. Průměrné roční teploty se pohybují kolem 10 °C. Sníh je v nižších polohách vzácný, ale běžný ve vyšších horských polohách.
Vancouver Island leží v biomu mírných deštných lesů. V jižní a východní části ostrova se vyskytují douglaska, zerav obrovský (Thuja plicata), Arbutus menziesii, dub Garryův (Quercus garryana), líbavka shallon (Gaultheria shallon), mahónie cesmínolistá (Mahonia aquifolium) a rostliny rodu Arctostaphylos. Tato část je hustě zalidněna a slouží k rekreaci.
Severní, západní a většina centrální části ostrova je domovem vzrostlých jehličnanů, tak jako zbylá část pobřeží Britské Kolumbie. Vyskytuje se zde jedlovec, zerav obrovský (Thuja plicata), jedle líbezná (Abies amabilis), cypřišek nutkajský (Callitropsis nootkatensis), douglaska, jedle obrovská, smrk sitka a borovice pohorská. Řada stromů v pralesních porostech dosahuje obřích rozměrů (např. Big Lonely Doug). Charakteristicky se vyskytuje javor „velkolistý“ (Acer macrophyllum), olše červená (Alnus rubra), kapradina Polystichum munitum a „červená borůvka“.
Fauna na Vancouveru je podobná jako na pobřeží pevniny s několika pozoruhodnými výjimkami. Například medvěd grizzly, urzon kanadský, los evropský a kojot prériový, kteří jsou na pevnině hojní, na Vancouver Island chybí.
Na ostrově žije jediná populace jelena lesního východního (Cervus canadensis roosevelti) v Kanadě a endemický druh sviště – svišť vancouverský. Řeky, jezera a pobřežní oblasti jsou proslulé svými pstruhy a lososy. Je zde největší koncentrace pumy americké v Severní Americe.

## Historie

### Původní osídlení
Ostrov byl osídlen již před 8000 lety. Na konci 18. století sídlili na západě Nutkové (Nuu-chah-nulth), na jihu a východě různé kmeny ze sališské jazykové skupiny, ve středu ostrova a na severu Kvakiutlové.

### Objevné cesty Evropanů
Evropané započali s obsazováním ostrova v roce 1774, když se začaly šířit zvěsti o ruských obchodnících s kožešinami. Španělé vyslali na sever loď Santiago pod velením Juana José Péreze Hernándeze. V roce 1775 byla vyslána druhá španělská výprava pod velením Juana Francisca de la Bodega y Quadra. Ani jeden u ostrova nepřistál.
Vancouver Island upoutal pozornost až po třetí plavbě kapitána Jamese Cooka, který přistál v Nootka Sound na západním břehu ostrova 31. března 1778 a zabral ho pro Británii. Velký potenciál ostrova pro obchod s kožešinami vedl Britskou východoindickou společnost (British East India Company) k vybudování stanice v domorodé vsi Yuquot na Nootka Island.

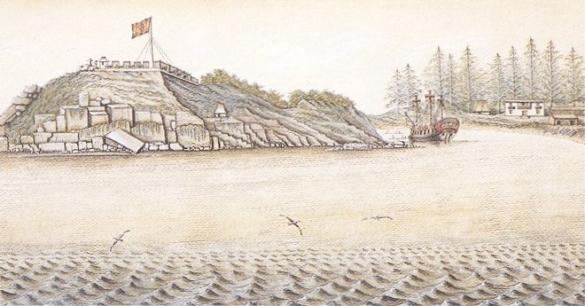
Fort San Miguel v roce 1793

Ostrov byl prozkoumáván Španěly v roce 1789, Esteban José Martínez nechal postavil Fort San Miguel na jednom z menších příbřežních ostrůvků v zálivu poblíž Yuquot. Bylo to jediné Španěly osídlené místo na území současné Kanady. Když Španělé zajali několik britských lodí a část Britů, ocitlo se Španělsko a Británie na pokraji války. Událost je známá jako spor o Nootka Sound. Rozpory mezi Británií a Španělskem byly v míru urovnány Nootkskou úmluvou z roku 1792, ve které obě strany uznaly právo na působení v oblasti. Dohled nad britskými aktivitami měl kapitán George Vancouver z King's Lynn v Anglii, ten se při severozápadním pobřeží plavil již s Jamesem Cookem a ostrov dostal jeho jméno.

### Britské osídlení

Britská koloniální vlajka Vancouver Islandu

První britskou osadou na ostrově byla stanice Fort Camosun Společnosti Hudsonova zálivu (Hudson's Bay Company), byla založena 1843 a později přejmenována Fort Victoria. Krátce poté, roku 1846, byla podepsána britsko-americká smlouva o Oregonu, kterou se vymezily hranice Oregonského teritoria. Smlouva přiřkla celý ostrov Británii včetně jeho jižní části ležící jižně od 49° severní šířky. V roce 1849 byla ustavena kolonie Vancouver Island. Po krátkém guvernérství Richarda Blansharda zastával úřad James Douglas.
Význam Fort Victoria vzrostl během zlaté horečky ve Fraser Canyon v roce 1858, Fort Victoria se rychle rozvíjela a roku 1862 bylo právně ustaveno město Victoria. Victoria se stala hlavním městem kolonie Vancouver Island a své postavení si udržela i po sloučení se sousední kolonií, Britskou Kolumbií, v roce 1866. V roce 1865 bylo přemístěno britské velitelství tichomořské flotily z Valparaisa v Chile do Esquimaltu.
Ekonomická situace kolonie se zhoršila po skončení Sobí zlaté horečky v letech 1861 a 1862. Krátce poté začaly narůstat tlaky na připojení ostrovní kolonie k pevninské kolonii Britská Kolumbie (která byla založena v roce 1858). Třetí a poslední guvernér kolonie Sir Arthur Kennedy dohlédl na vytvoření sloučené kolonie United Colonies of Vancouver Island and British Columbia v roce 1866.

## Ekonomika

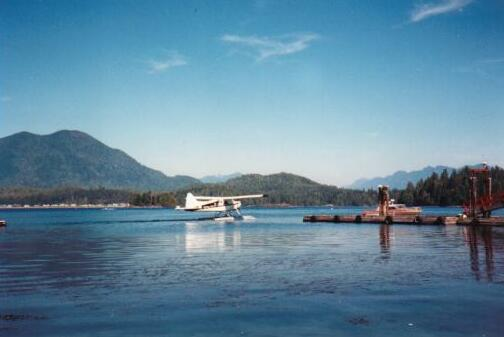
Úžina Clayoqout Sound

Ekonomice ostrova Vancouver kromě hlavního města Victorie dominuje především dřevozpracující průmysl, turistika a rybolov. Velkou část pokácených stromů tvoří dřevovina (paper pulp) z druhé generace lesních farem, které se v nich kácí přibližně každých 30 let. Dřevovina slouží pro výrobu papíru. Kácení stromů v původních nedotknutých lesích (například v úžině Clayoqout Sound) je kontroverzní záležitostí, jež si získala mezinárodní pozornost díky snaze aktivistů a ochranářských sdružení.
V posledních letech spustila vláda provincie Britská Kolumbie naučný program, aby přilákala více turistů do plážových středisek jako je například Tofino. Na ostrově rychle roste produkce vín.
Mezi ostrovem a pevninou vede několik podmořských kabelů s vysokým napětím. Dochází i k velkému rozmachu na poli informačních a komunikačních technologií. Vysokorychlostní internet na ostrově zajišťují společnosti Shaw, TELUS, CRTV a CRCN. Bezdrátové wi-fi připojení se dá najít na celém ostrově, pro veřejnost je obvykle zdarma. Většina kaváren umožňuje volné používání laptopů a jejich nabíjení za průměrnou cenu 5 kanadských centů na hodinu.

## Školství

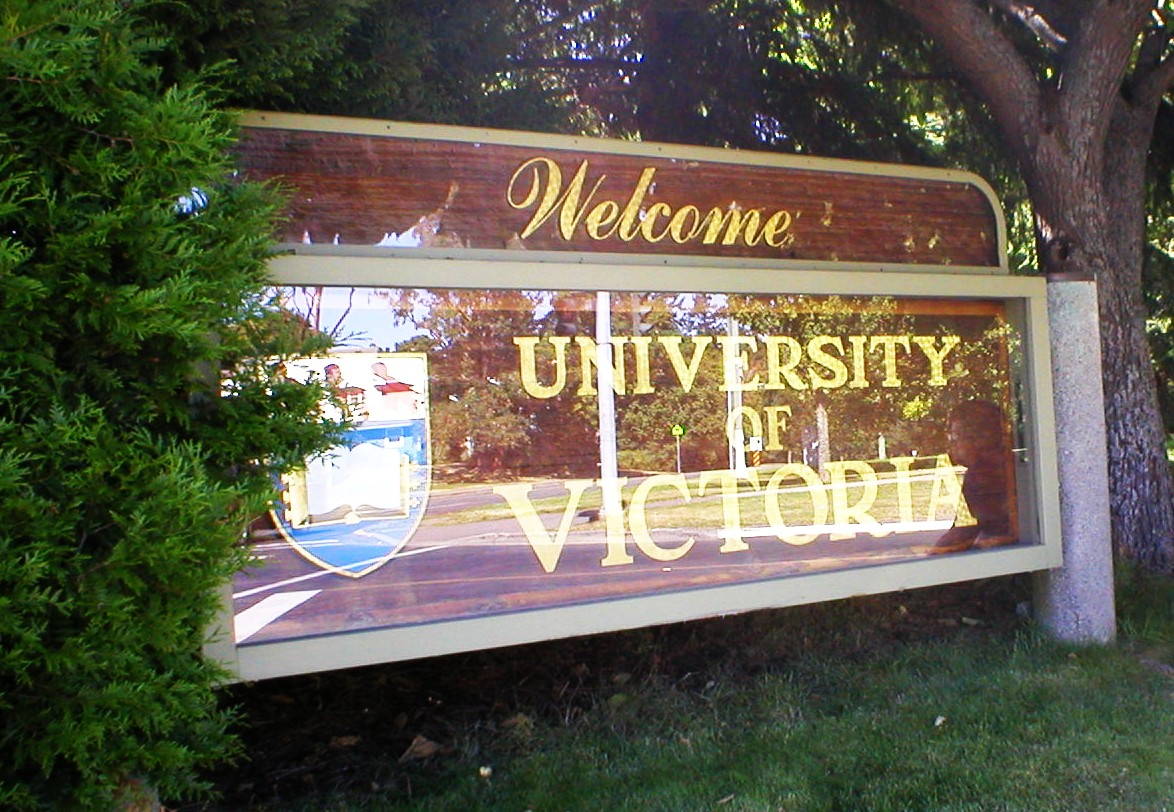
Uvítací tabule při vstupu do severního kampusu University of Victoria

Vysokoškolské vzdělání hraje velkou ekonomickou úlohu v oblasti Velké Victorie, protože počet studentů a zaměstnanců přesahuje číslo 50 000. University of Victoria je největší univerzitou na ostrově, v ročníku 2006/2007 měla 19 475 studentů a 4124 zaměstnanců. Royal Roads University je o hodně menší s 2268 studenty a 680 zaměstnanci. Camosun College má v regionu Velká Victoria rovněž pár kampusů a 17 000 studentů a téměř 1000 zaměstnanců (skoro polovina jejich studentů pochází ze vzdálených oblastí). Malaspina University-College je další univerzitou na ostrově s jejím hlavním kampusem ve městě Nanaimo a dalšími v Duncanu, Parksvillu a Powell Riveru. University Canada West uzavírá seznam institucí, které udělují a garantují diplomy za vysokoškolské vzdělání. Na ostrově se také nachází hodně komunitních internátů a mezinárodních vzdělávacích center.

## Doprava

### Námořní doprava
Námořní doprava je na ostrově Vancouver velmi důležitá, protože zajišťuje spojení s pevninskou částí Britské Kolumbie a s americkým státem Washington. S pevninou nespojuje ostrov žádný most, i když návrhů na výstavbu mostu nad úžinou Strait of Georgia padlo už nespočetně. Jediná cesta autem na ostrov je možná pouze s využitím trajektů společností BC Ferries, Washington State Ferry nebo Blackball Transport. Na ostrov vede šest tras trajektů pro cestující s možností přepravy aut:
BC Ferries

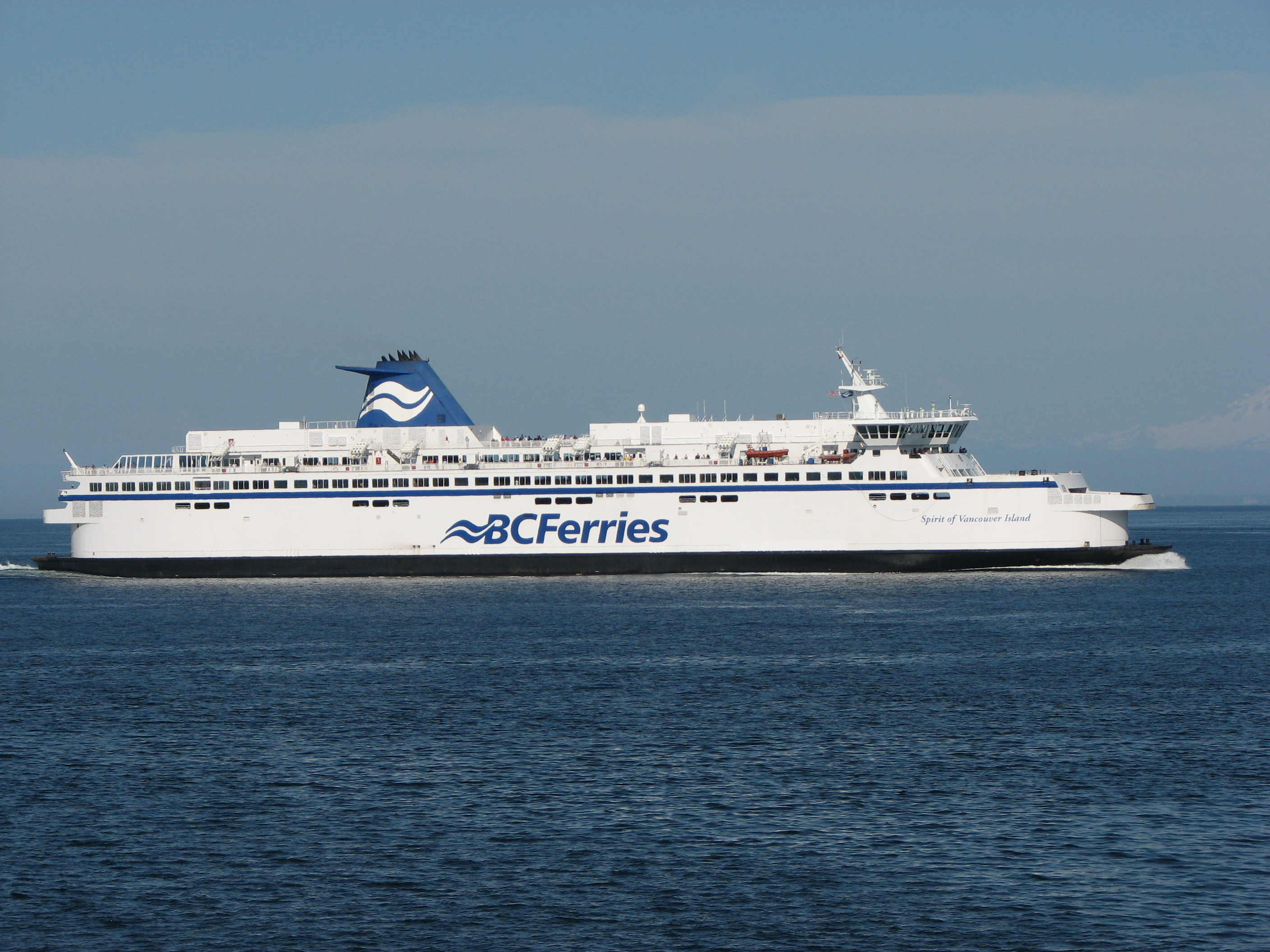
Spirit of Vancouver Island, trajekt společnosti BC Ferries

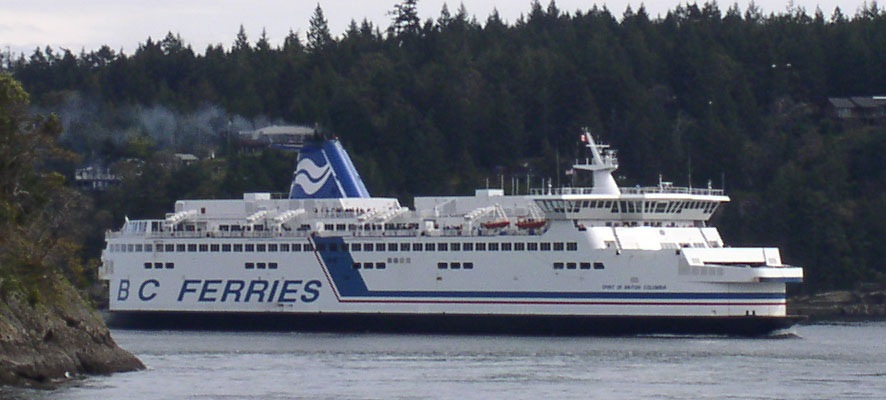
Spirit of British Columbia, trajekt společnosti BC Ferries

- Tsawwassen, BC (38 km jižně od Vancouveru) - Swartz Bay, BC (32 km severně od Victorie)

Doba plavby: 1 hodina 35 minut; 8 plaveb každý den na podzim, v zimě a na jaře. V létě vícekrát
- Tsawwassen, BC - Duke Point, BC (13 km na severně od Nanaimo)

Doba plavby: 2 hodiny; 8 plaveb každý den
- Horseshoe Bay, BC (20 km severozápadně od Vancouveru) - Departure Bay, BC (3 km severně od Nanaimo)

Doba plavby: 1 hodina 35 minut; Plavba každé 2 hodiny s extra plavbami během léta a prázdnin
- Powell River, BC - Comox, BC

Doba plavby: 1 hodina 20 minut; 4 plavby každý den
- Anacortes, WA - Sidney, BC

Doba plavby: 3 hodiny (bez zastávek na souostroví San Juan)
Blackball Transport
- Port Angeles WA - Victoria BC

Doba plavby: 1 hodina 30 minut; 1 nebo 2 plavby každý den
Kromě těchto linek spojení ostrova s pevninou zajišťují další tři společnosti (jen s přepravou cestujících):
Victoria Clipper
- Seattle, WA - Victoria, BC

Doba plavby: 2 hodiny 45 minut; 1 až 3 plavby každý den
Victoria Express
- Port Angeles, WA - Victoria, BC (funguje od května do září)

Doba plavby: 1 hodina
Victoria San Juan Cruises
- Bellingham, WA - Victoria, BC (funguje od května do října)

Doba plavby: 3 hodiny; 1 plavba každý den

### Železniční doprava
Na ostrově Vancouver zůstala pouze jedna železnice. Southern Railway of Vancouver Island převzala kontrolu nad železnicí Esquimalt and Nanaimo Railway od Rail America v červenci 2006, nabízí nákladní přepravu na trase Victoria - Courtenay. Trasa Port Alberni je mimo provoz od konce roku 2001. SVI rovněž od roku 2011 NEpřepravuje cestující na základě smlouvy s VIA Rail Canada.
Western Forest Products provozovala poslední železnici v Kanadě využívanou na těžbu dřeva. Její trasa vedla z města Woss do Beaver Cove na severním konci ostrova. Provoz železnice byl zrušen v roce 2017 po nehodě, při které došlo k vykolejení vlaku. Bývalá trasa Kanadské národní železnice, která vedla z Victorie do Cowichan Valley byla zrušena koncem 80. let a její dva úseky mezi městem Victoria a Sooke a Shawnigan Lake a Lake Cowichan slouží v současnosti jako víceúčelová trať. Muzeum BC Forest Museum vlastní úzkorozchodnou železnici, která obíhá kolem parku. Železnice Alberni Pacific Railway nabízí během léta svoje služby z obnovené železniční stanice E&N Railway v Port Alberni do McLean's Mill na bývalé trati železnice E&N Railway.

### Silniční doprava

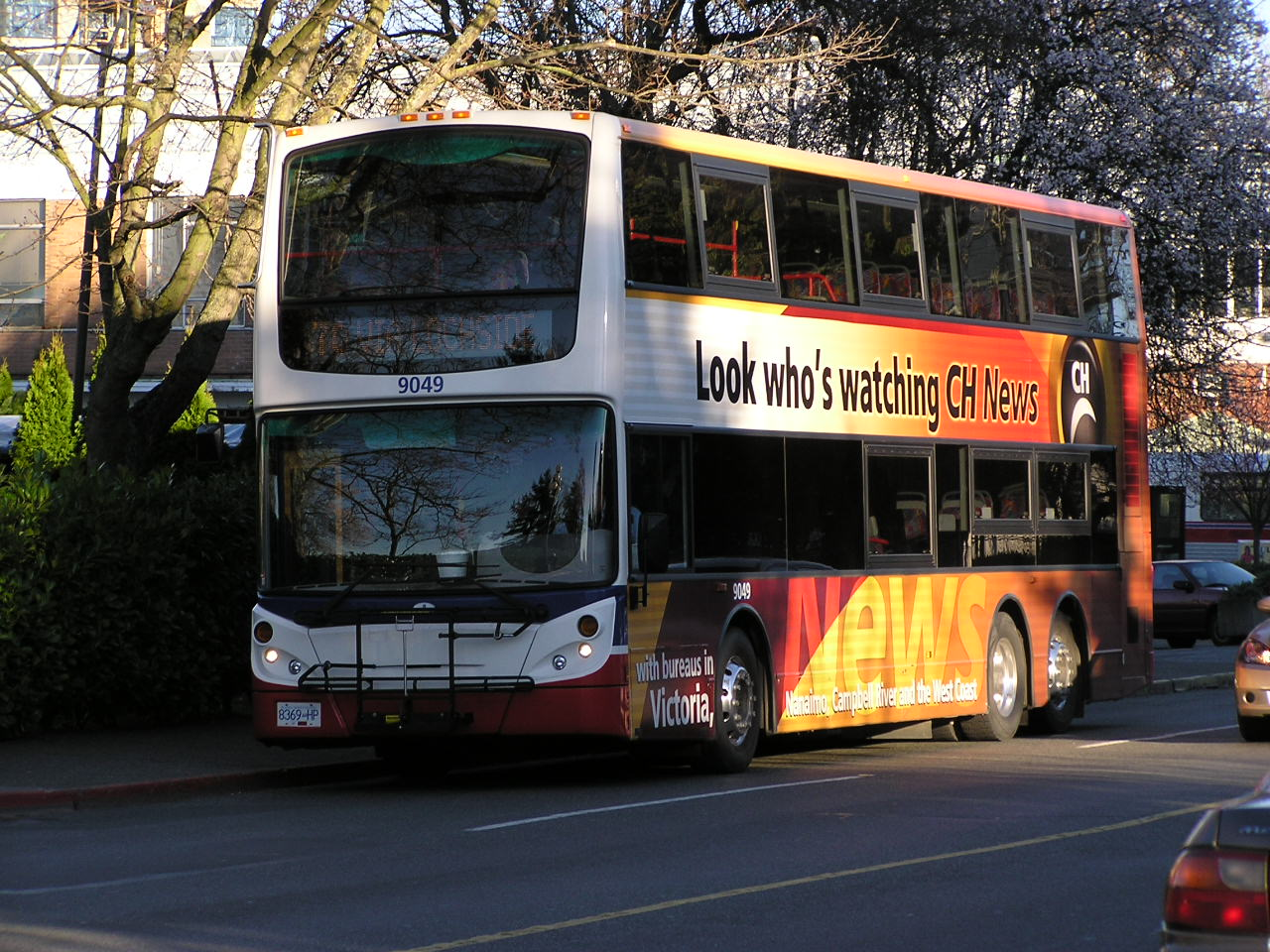
Dvouposchoďový autobus Alexander Dennis Enviro 500 s předním závěsem pro bicykly je jedním ze dvou patrových autobusů, které se používají ve městě Victoria

Město Victoria na ostrově Vancouver je jedním z mála míst v Severní Americe, kde se ve veřejné dopravě používají dvojposchoďové (double decker) autobusy. Patří do autobusové dopravy oblasti Velké Victorie.
Jak se Victorie, hlavní a největší město na ostrově rozšiřuje, stává se automobilová doprava problematickou. Zácpy během dopravní špičky nevyřešila ani úprava cest mezi Victorií a městy na západním pobřeží ostrova. Výstavba nových domů a zařízení, jako je například golfového středisko Bear Mountain způsobuje, že nárůst dopravy na silnicích bude v následujících letech vážný problém.
Přes sto let existují návrhy na výstavbu mostu, který by spojil ostrov s pevninou. Vzhledem k extrémní hloubce úžiny Strait of Georgia a potenciálnímu výskytu seizmické aktivity, by výstavba mostu nebo tunelu čelila vysokým nárokům na jejich inženýrské vyprojektování, bezpečnost, dopad na životní prostředí a cenu.

### Letecká doprava

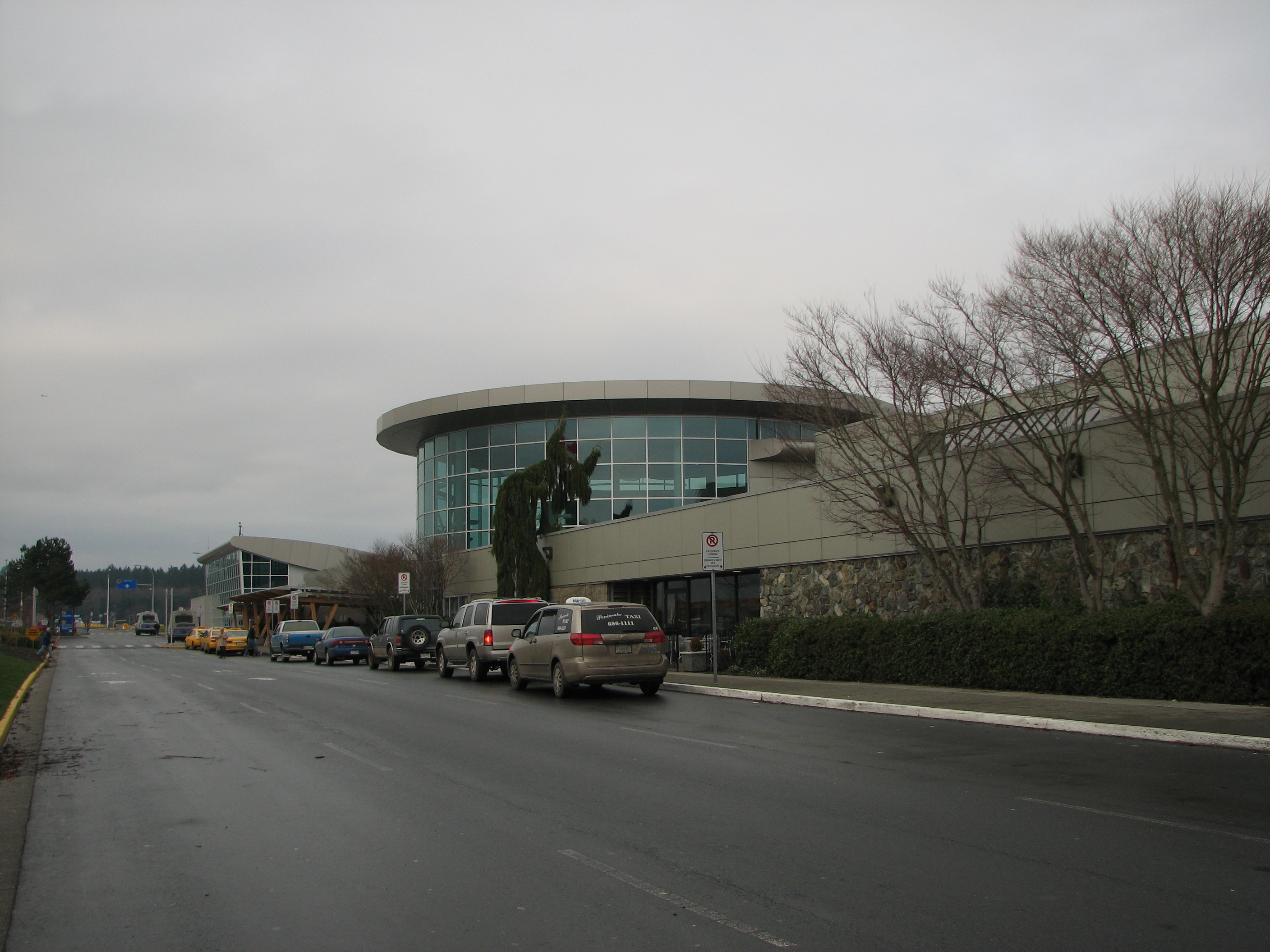
Terminál mezinárodního letiště Victoria International Airport

Na ostrově Vancouver leží dvě hlavní letiště:
- Victoria International Airport je menší, přesto odbavuje většinu letecké dopravy na ostrov Vancouver. Pět velkých leteckých dopravců (Air Canada, Air Canada Jazz, Horizon Air, Pacific Coastal a Westjet) nabízí množství letů na krátké a střední vzdálenosti do a z měst Vancouver, Seattle, Calgary, Toronto a Montreal.
- CFB Comox je větší, avšak spravuje málo civilních letů, protože AIRCOM mu uzavřelo většinu letů.

Na ostrově leží několik menších letišť, na které létá hlavně Pacific Coastal, Westjet, Central Mountain Air a Air Canada Jazz. Nachází se ve městech Port Hardy, Campbell River, Courtenay, Nanaimo a Port Alberni (jen charterové lety). Na všechny přilétá jednou do týdne některý z velkých leteckých dopravců.

## Zajímavosti
Po svém částečném rozchodu s britskou královskou rodinou v lednu 2020 se princ Harry, vévoda ze Sussexu, jeho manželka Meghan a syn Archie Mountbatten-Windsor usídlili na Vancouver Island. Ostrov si vybrali jako svoje bydliště v Kanadě pro jeho relativně mírné podnebí. Mají však v úmyslu nadále část roku trávit v Británii.